# Costinha (Lucena)

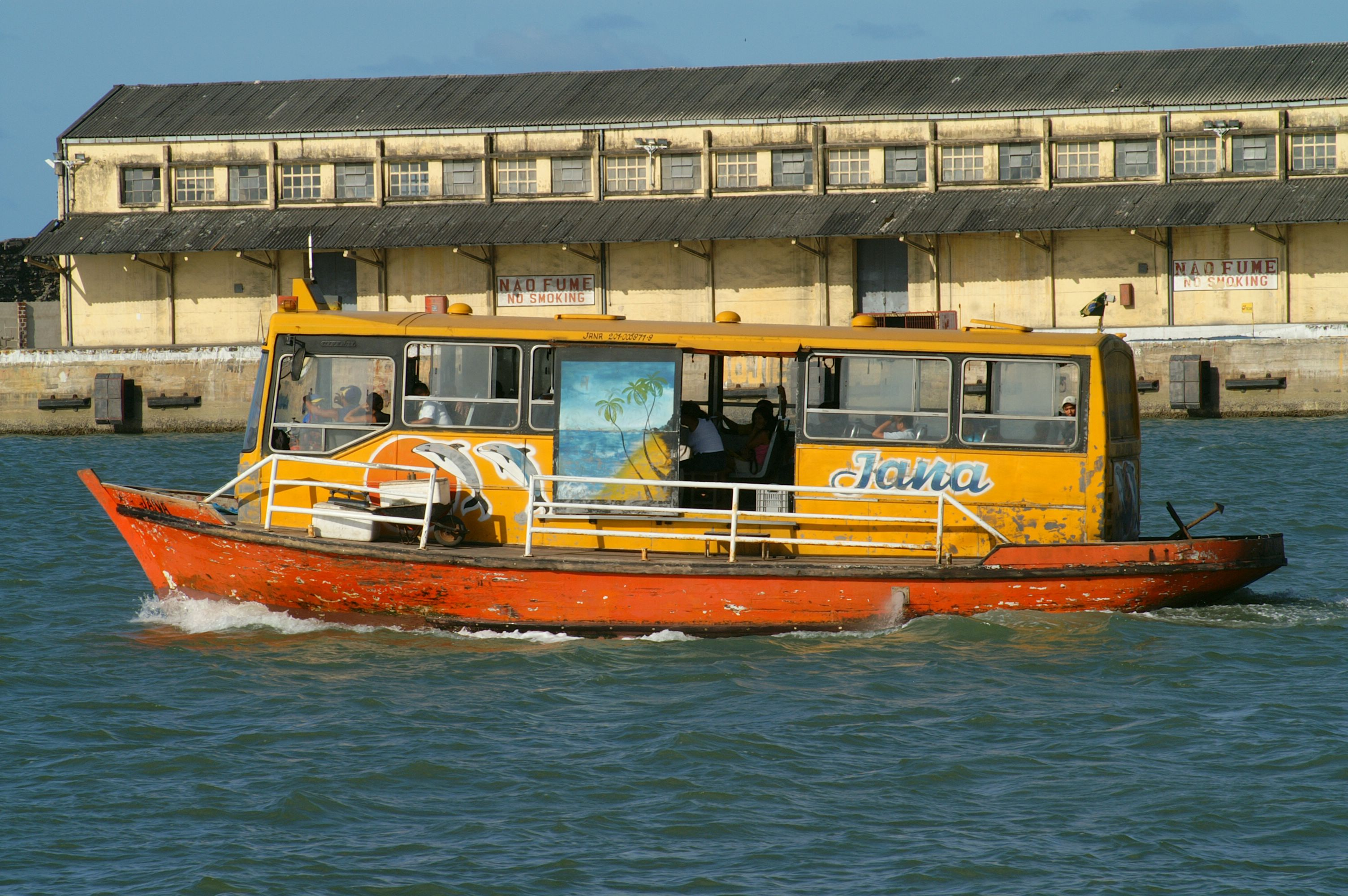
O "barcônibus" fazendo a ligação Cabedelo–Costinha.

Costinha é um distrito do município de Lucena, estado brasileiro da Paraíba. Foi o principal polo da indústria baleeira no país, sede da empresa nipo-brasileira Copesbra (Companhia de Pesca do Brasil), responsável pela matança de cerca de 22 mil baleias entre 1958 e 1987, ano em que a caça a esses cetáceos foi proibida. A base de pesca havia, contudo, sido estabelecida antes, em 1924.
O distrito conta com uma ligação marítima por balsa com Cabedelo, na qual é usado o "barcônibus", uma carroceria de ônibus montada sobre um barco.